# Guido Milán
Guido Leonardo Milán (ur. 3 lipca 1987 w Haedo) – argentyński piłkarz pochodzenia włoskiego występujący na pozycji środkowego obrońcy, obecnie zawodnik meksykańskiego Veracruz.

## Kariera klubowa
Milán rozpoczynał karierę piłkarską w wieku dziewiętnastu lat w trzecioligowym klubie Deportivo Español ze stołecznego Buenos Aires. W jego barwach regularnie występował na trzecim szczeblu bez większych sukcesów przez cztery sezony; na koniec ostatniego z nich – 2009/2010 – spadł z zespołem do czwartej ligi. Bezpośrednio po relegacji został piłkarzem drugoligowej ekipy Gimnasia y Esgrima de Jujuy, gdzie z kolei spędził rok w roli podstawowego obrońcy. W lipcu 2011 przeszedł do beniaminka drugiej ligi – stołecznego CA Atlanta, z którym jednak już na koniec sezonu 2011/2012 zanotował relegację na trzeci poziom rozgrywkowy. Podobnie jak w przypadku pobytu w Deportivo Español, spadek do niższej ligi oznaczał dla niego zakończenie przygody z klubem.
W lipcu 2012 Milán na zasadzie wolnego transferu trafił do francuskiego FC Metz, który właśnie po raz pierwszy w swojej historii spadł do trzeciej ligi francuskiej. Od razu został podstawowym obrońcą ekipy prowadzonej przez Alberta Cartiera i w dwa lata awansował z nią z trzeciej do pierwszej ligi – w swoim pierwszym sezonie 2012/2013 awansował z Metz na drugi szczebel, zaś w sezonie 2013/2014 do najwyższej klasy rozgrywkowej. W Ligue 1 zadebiutował 9 sierpnia 2014 w zremisowanym 0:0 spotkaniu z Lille OSC, natomiast premierowego gola strzelił 20 września tego samego roku w wygranej 3:1 konfrontacji z Bastią. Wyjątkowo nieudana okazała się dla niego końcówka sezonu 2014/2015 – drużyna Metz spadła z ligi, a on sam zerwał więzadła w lewym kolanie, przez co musiał pauzować przez siedem miesięcy. Po rekonwalescencji powrócił jednak do wyjściowego składu i na koniec rozgrywek 2015/2016 awansował z Metz z powrotem do pierwszej ligi, po zaledwie roku nieobecności. W kolejnym sezonie pomógł utrzymać się drużynie w lidze, zajmując z nią czternastą lokatę w tabeli. W barwach Metz spędził pięć lat, będąc ulubieńcem kibiców i kilkukrotnie pełniąc rolę kapitana ekipy.
W lipcu 2017 Milán powrócił do Ameryki Łacińskiej, jako wolny zawodnik przenosząc się do meksykańskiego Tiburones Rojos de Veracruz. W tamtejszej Liga MX zadebiutował 23 lipca 2017 w przegranym 0:2 meczu z Necaxą.

## Statystyki kariery
| Deportivo Español | 2006–2007 | Argentyna | Primera B Metropolitana | ?   | ?  | —  | — | — | — | —   | ?   | ?  |
| Deportivo Español | 2007–2008 | Argentyna | Primera B Metropolitana | ?   | ?  | —  | — | — | — | —   | ?   | ?  |
| Deportivo Español | 2008–2009 | Argentyna | Primera B Metropolitana | ?   | ?  | —  | — | — | — | —   | ?   | ?  |
| Deportivo Español | 2009–2010 | Argentyna | Primera B Metropolitana | ?   | ?  | —  | — | — | — | —   | ?   | ?  |
| Gimnasia Jujuy    | 2010–2011 | Argentyna | Primera B Nacional      | 34  | 1  | —  | — | — | — | —   | 34  | 1  |
| Atlanta           | 2011–2012 | Argentyna | Primera B Nacional      | 28  | 1  | 1  | 0 | — | — | —   | 29  | 1  |
| FC Metz           | 2012–2013 | Francja   | Championnat National    | 28  | 0  | 5  | 0 | — | — | —   | 33  | 0  |
| FC Metz           | 2013–2014 | Francja   | Ligue 2                 | 16  | 0  | —  | — | — | — | —   | 16  | 0  |
| FC Metz           | 2014–2015 | Francja   | Ligue 1                 | 24  | 1  | 2  | 1 | — | — | —   | 26  | 2  |
| FC Metz           | 2015–2016 | Francja   | Ligue 2                 | 13  | 2  | —  | — | — | — | —   | 13  | 2  |
| FC Metz           | 2016–2017 | Francja   | Ligue 1                 | 22  | 1  | 4  | 0 | — | — | —   | 26  | 1  |
| Veracruz          | 2017–2018 | Meksyk    | Liga MX                 |     |    |    |   | — | — | —   |     |    |
| Ogółem            |           |           |                         |     |    |    |   |   |   |     |     |    |
| Argentyna         | Argentyna | Argentyna | 161                     | 8   | 1  | 0  | — | — | — | 162 | 8   |    |
| Francja           | Francja   | Francja   | 103                     | 4   | 11 | 1  | — | — | — | 114 | 5   |    |
| Meksyk            | Meksyk    | Meksyk    |                         |     |    |    | — | — | — |     |     |    |
| Ogółem            | Ogółem    | Ogółem    | Ogółem                  | 264 | 12 | 12 | 1 | — | — | —   | 276 | 13 |